# Andreas Schweigel (Bildhauer)

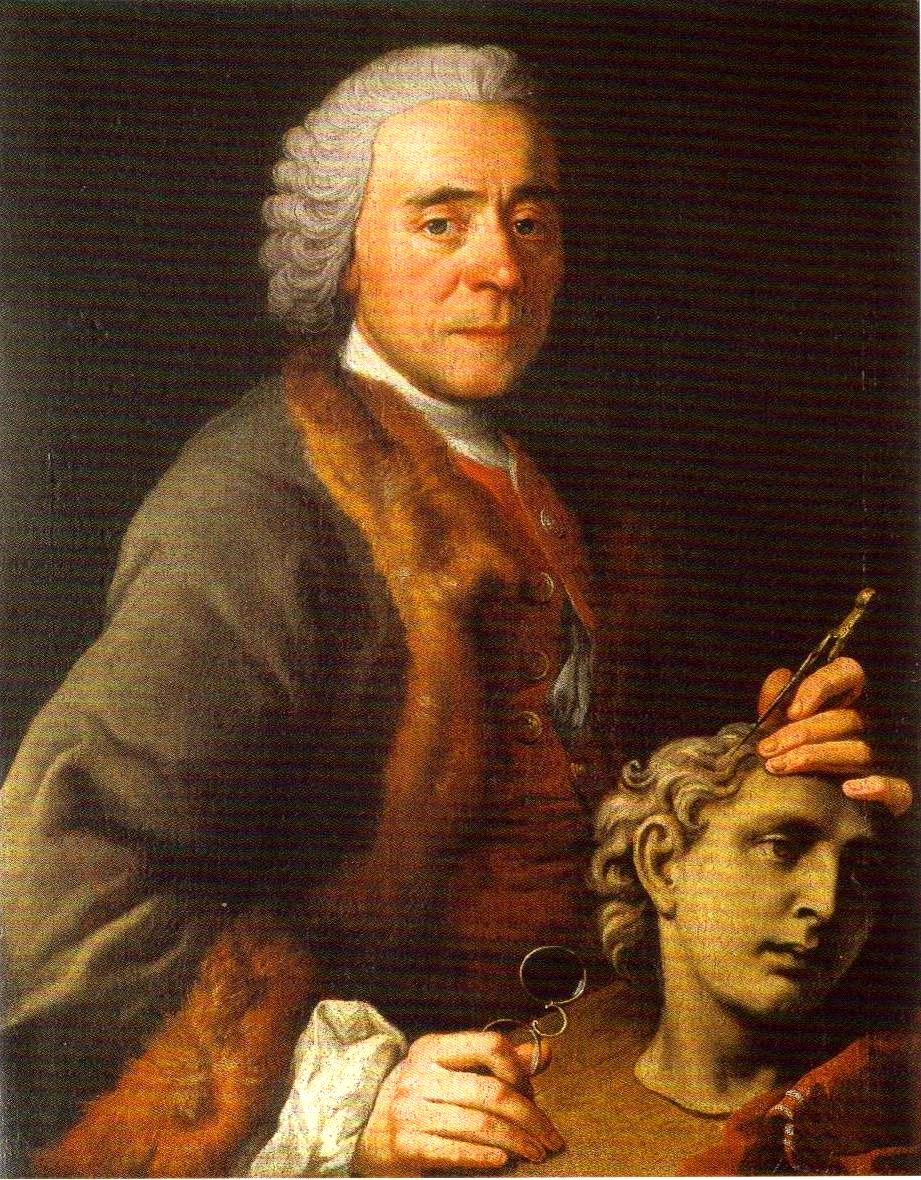
Andreas Schweigel

Andreas Schweigel (auch Andreas Kaspar Schweigel, manchmal auch Schweigl; tschechisch Ondřej Schweigl; * 30. November 1735 in Brünn; † 24. März 1812 ebenda) war ein mährischer Bildhauer.

## Leben
Andreas Schweigel war ein Sohn des Brünner Bildhauers Anton Schweigel († 1761), bei dem er das Bildhauerhandwerk erlernte. Ab 1754 besuchte er die Wiener Akademie der Bildenden Künste, wo die Bildhauerei damals von Matthäus Donner (1704–1756), Balthasar Ferdinand Moll und Jakob Christoph Schletterer unterrichtet wurde. In Wien begegnete er u. a. dem älteren Kollegen Paul Troger, der einen künstlerischen Einfluss auf ihn ausübte. 
Es ist wahrscheinlich, dass er nach der Rückkehr die Werkstatt seines Vaters übernahm und weiterführte. Nachfolgend wurde er mit zahlreichen Aufträgen für die plastische Ausgestaltung von Kirchen, Klöstern und anderen Institutionen betraut und war einer der am meisten beschäftigten Bildhauer in Mähren und Schlesien. Seine Werke finden sich in fast allen Brünner Kirchen sowie u. a. in Wranau, Raigern, Nikolsburg, Kiritein, Dieditz, Pöltenberg, Buchlowitz, Gewitsch, Zwittau und Tobitschau. 
1764–1770 errichtete er für die Wallfahrtskirche der Heiligen Mutter Gottes im Schmerz auf dem Burgberg bei Jägerndorf den ehemaligen Hochaltar, von dem sich zwei Statuen im Troppauer Landesmuseum befinden. Für die Pfarrkirche St. Maria Magdalena in Teschen schuf er 1794 den von Herzog Albert Kasimir von Sachsen-Teschen gestifteten spätbarocken Hauptaltar mit den Figuren der Hll. Petrus und Paulus.
Andreas Schweigel hinterließ Aufzeichnungen über die Bildhauerei, Malerei und Baukunst in Mähren. Sie wurden in den kunstgeschichtlichen Arbeiten des Schriftstellers E. Hawlik ausgewertet.